# Julietta Quiroga
Julietta Quiroga (Crossnore, Estados Unidos, 1 de noviembre de 1988) es una exesquiadora alpina argentina. 

## Vida personal
Nació en Carolina del Norte, donde sus padres, argentinos, eran instructores de esquí. Su padre también realizaba competencias, y fue corredor olímpico y campeón argentino de esquí en la década de 1980. Posteriormente se trasladó con su familia a San Carlos de Bariloche, provincia de Río Negro, en la Patagonia Argentina, donde vive en la actualidad.

## Carrera deportiva
Comenzó a esquiar a los tres años de edad en Estados Unidos, junto con sus tres hermanos. Durante un tiempo su padre fue su entrenador. A los 11 años comenzó a participar en competencias en Argentina e Italia.
En 2013 participó en la copa sudamericana de esquí en eslalon gigante. Ese mismo año se consagró como campeona argentina en la misma disciplina.

### Campeonatos mundiales
Participó en los campeonatos mundiales de esquí alpino de 2011, realizados en Garmisch-Partenkirchen (Alemania), en las competencias de eslalon y eslalon gigante; y de 2013, realizados en Schladming (Austria), en eslalon gigante. En las tres no logró finalizar.

### Sochi 2014
Participó en los Juegos Olímpicos de Invierno de 2014, celebrados en Sochi (Rusia), donde compitió en esquí alpino en los eventos de eslalon y eslalon gigante, pero en ambos no pudo finalizar.

### Retiro
En junio de 2014, mediante una carta enviada al Club Andino Bariloche y a la Federación Argentina de Ski y Andinismo, anunció su retiro por razones personales, además de realizar algunas críticas hacia la federación.